# John Kemp

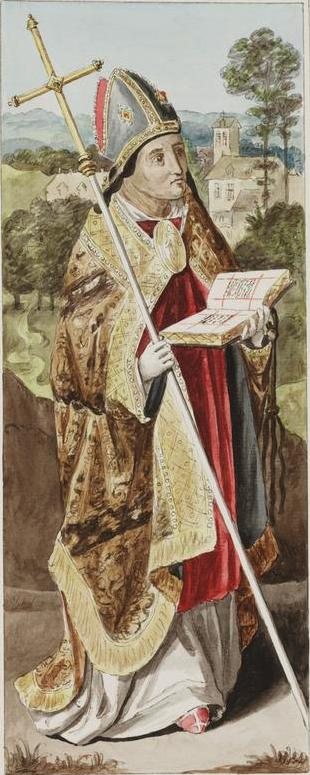
John Kardinal Kemp

John Kemp (auch Kempe) (* 1380 in Ollantigh, Wye, Kent; † 22. März 1454 in Canterbury) war Erzbischof von Canterbury und Lordkanzler. Außerdem war er Bischof von Chichester, London und Rochester, Erzbischof von York und Kardinal.

## Leben
Kemp wurde Kirchenanwalt, trat später in königliche Dienste und wurde zum Statthalter der Normandie ernannt. Von 1418 bis 1421 war er Lordsiegelbewahrer. 1419 wurde er Bischof von Rochester und bald darauf 1421 erst Bischof von Chichester und einige Monate später Bischof von London. Kemp wurde von Kardinal Henry Beaufort gefördert; 1426 übernahm er dessen Stellung als Lordkanzler von England, schon im Jahr zuvor war zum Erzbischof von York ernannt worden. 1432 musste er das Kanzleramt niederlegen, doch war er weiterhin politisch tätig und wirkte für den Frieden mit Frankreich. Am 18. Dezember 1439 wurde er durch Papst Eugen IV. zur Kardinalswürde erhoben und zum Kardinalpriester von Santa Balbina ernannt. 1450 wurde Kemp abermals Lordkanzler und zwei Jahre später Erzbischof von Canterbury.